# Vedran Runje
Vedran Runje (Sinj, 10. veljače 1976.), hrvatski reprezentativni vratar. 
Karijeru je započeo u splitskom Hajduku, otkuda je 1998. godine prešao u belgijski Standard de Liege, u koji se vratio 2004. godine, nakon trogodišnjeg angažmana u francuskom Olympiqueu iz Marseillea. Nakon odlaska iz Marseillea, na njegovo mjesto došao je francuski reprezentativac Fabien Barthez.
30-godišnji vratar je 2006. godine proglašen najboljim belgijskim vratarem, a istu nagradu ponio je 1999. i 2001. godine. 2006. s turskim Bešiktašem potpisuje trogodišnji ugovor, za milijun eura po sezoni. Usprkos par kikseva, branio je kao prvi vratar i to u vrlo dobroj formi. Po završetku sezone klub iznenađujuće kupuje novog vratara, a Runje se vraća u Francusku, u Lens. Tamo već nakon prvih utakmica postaje jedan od bitnih igrača.
Za prvog vratara reprezentacije nije dugo konkurirao. Vratio ga je u njegovoj 31. godini Slaven Bilić kao rezervu Pletikosi. Tek tada debitira, protiv Izraela krajem 2006., nakon što se prvi vratar razbolio. Hrvatska je pobijedila s 4:3.
Kasnije je zabilježio i susret u Sarajevu u još jednoj golijadi nacionalne vrste (pobjeda 5:3).
Na  EP-u 2008. Runje je branio svih 90 minuta u utakmici protiv  Poljske(1:0) u kojoj je Hrvatska igrala s rezervnom postavom (zbog unaprijed osiguranog prvog mjesta u skupini).
U kvalifikacijama za SP 2010. zbog loše Pletikosine forme preuzeo je ulogu prvog vratara. Svoju najbolju utakmicu za reprezentaciju odigrao je 5. rujna 2009. u Maksimiru protiv Bjelorusije(1:0) kada je po završetku utakmice cijeli stadion skandirao njegovo ime.

## Nagrade i priznanja
- belgijski vratar godine 1999., 2001. i 2006.
- nagrada Vatrena krila za 2009. godinu, koju dodjeljuje Klub navijača hrvatske nogometne reprezentacije "Uvijek vjerni" za najsrčanijeg igrača.